# Giovanni Pratesi
Giovanni Pratesi (Prato, 8 aprile 1963) è un geologo e divulgatore scientifico italiano.

## Biografia
Dopo aver completato gli studi superiori nei locali del liceo classico Cicognini di Prato, nel 1991 consegue, riportando il massimo dei voti, la laurea in Scienze Geologiche presso Università degli Studi di Firenze. Cinque anni più tardi, nel 1996, riceve il titolo di Dottore di Ricerca in Mineralogia e Petrologia, discutendo dei fenomeni di alterazione superficiale dei minerali nella dissertazione "Alterazione di alcuni solfuri (bornite, calcopirite, pirite) studiata con spettroscopie di superficie".
Nel 1992, è nominato direttore dell'Istituto Geofisico Toscano (IGT). Realizza, nell'ambito di questo mandato, importanti obiettivi quali l'istituzione di una rete sismometrica permanente nonché l'istituzione di collaborazioni scientifiche fra l'Istituto Geofisico Toscano e l'Istituto nazionale di geofisica e vulcanologia, il Servizio Sismico Nazionale e il Centro Sismologico Euro-Mediterraneo. Nel 2000-2003, è Coordinatore di un progetto di ricerca cofinanziato dal Ministero dell'università e della ricerca atto alla promozione di una rete sismometrica nell'ambito dello studio del rischio sismico nell'area toscana del Mugello.
Dal 1997 al 2002, assume la posizione di conservatore presso la sezione di mineralogia e litologia del Museo di Storia Naturale dell'Università degli Studi di Firenze. Sempre nel 2002, è nominato ricercatore presso il Dipartimento di Scienze della Terra del medesimo ateneo.
Nel 2004, concorre alla creazione della Fondazione Prato Ricerche, la cui istituzione vede fra i principali enti promotori la Provincia di Prato, l'Università degli Studi di Firenze e la Fondazione Pro Verbo; di quest'ultima, Pratesi è amministratore delegato fino al 2007. Un anno più tardi, nel marzo del 2005, inaugura a Prato il Museo di Scienze Planetarie, del cui progetto di realizzazione è ideatore e responsabile generale. Ricoprirà il ruolo di direttore della struttura fino al 2011. Ad oggi, il Museo di Scienze Planetarie, ospita una fra le più rinomate collezioni museali di meteoriti e impattiti. Fra queste si annovera la meteorite ferrosa di Nantan che con i suoi 272 chilogrammi è l'esemplare di maggiore grandezza osservabile in un museo scientifico sul territorio italiano. Sotto l'egida della sua direzione, il Museo di scienze planetarie ha visto la completa digitalizzazione del proprio patrimonio collezionistico; prima esperienza questa riguardante la creazione e la libera fruizione online di un catalogo museale di siffatta tipologia.
Nel 2004, è delegato a rappresentare l’Università degli Studi di Firenze nella Commissione Musei della Conferenza dei Rettori delle Università Italiane (CRUI), è stato nominato coordinatore del gruppo di lavoro interministeriale (MiBAC-MiUR) per la definizione degli standard catalografici ICCD dei Beni Naturalistici. Data invece al 2005, la nomina come Professore a Contratto presso il Dipartimento di Scienze della Terra dell'Università Degli Studi di Firenze. Nello stesso anno ricopre il ruolo di membro all'interno del Consiglio Scientifico del Centro Studio Condizioni di Rischio e Sicurezza e Sviluppo Attività di Protezione Civile (CESPRO); incarico che manterrà fino al 2013 Nel febbraio del 2005, è nominato Rappresentante Scientifico all'interno dell'Associazione Nazionale Comuni Italiani (ANCI) per la Commissione Nazionale per l’Emergenza Inquinamento Atmosferico, istituita con decreto ministeriale presso il Ministero dell’Ambiente e della Tutela del Territorio. Ancora, nello stesso anno è copromotore della Fondazione Firenze Scienze Gemmologiche, istituzione nata a Firenze la cui promozione vede protagonista l'Università degli Studi di Firenze, la Camera di Commercio in sinergia con il Gemological Institute of America; all'interno del cui Consiglio di Amministrazione siede, a partire dal 2007, in qualità di rappresentante dell’Università di Firenze. Nel 2006 entra a far parte del Consiglio Scientifico del Centro per lo Studio delle Condizioni di Rischio e di Sicurezza e per lo Sviluppo delle Attività di Protezione Civile ed Ambientale. Nell’Anno Accademico 2009-2010 è Direttore dei Corsi di Aggiornamento Professionale "Coordinatori di Emergenza" e "Operatori Logistici".

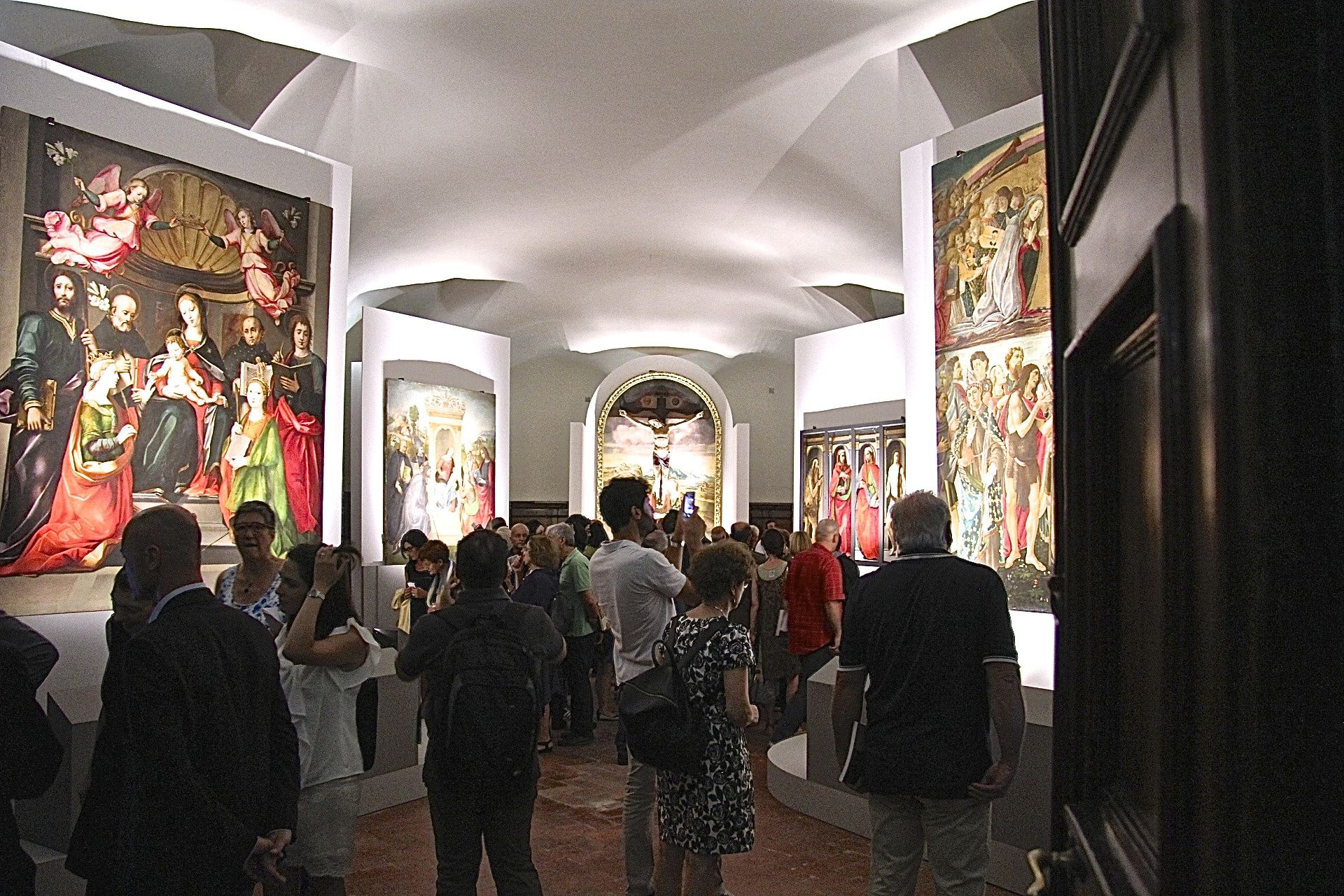
Inaugurazione delle sale espositive a Villa La Quiete (2016)

Dal 2004 al 2012, ricopre il ruolo di presidente del Museo di Storia Naturale dell'Università Degli Studi di Firenze, oggigiorno il più importante museo italiano di storia naturale. Dal 2012 al 2016 è invece nominato Direttore Sistema Museale dello stesso Ateneo. Nel corso del suo mandato, i visitatori del complesso museale sono quintuplicati (le stime si aggirano ad oltre 140.000 presenze rispetto alle 29.000 registrate nel 2004) in virtù delle innovative politiche museali adottate assieme agli oltre 800 eventi di divulgazione scientifica ed ai numerosi progetti di ricerca, fra cui la valorizzazione delle collezioni scolastiche, poste in essere in otto anni. Fra questi si segnala la  mostra Cristalli (la Collezione di Adalberto Giazotto a La Specola) e la mostra le Cere vive (con opere fotografiche del maestro Aurelio Amendola). Ha inoltro concorso alla realizzazione di importanti mostre e rassegne tra cui Firenze Scienza Archiviato il 5 settembre 2018 in Internet Archive." (promossa dall'Ente Cassa di Risparmio di Firenze) e "Lapislazzuli - La magia del blu Archiviato il 5 settembre 2018 in Internet Archive.", promossa dal Polo Museale Fiorentino. Di assoluta importanza è poi la promozione del recupero del complesso museale di Villa La Quiete, ove i lavori di ammodernamento, restauro, inventariazione e catalogazione hanno consentito di restituire alla cittadinanza e ai numerosi visitatori del Museo di Storia Naturale non solo un complesso architettonico di sicuro prestigio, ma anche la libera fruizione di un patrimonio artistico di sicuro prestigio fra cui si annovera l'Incoronazione della Vergine di Sandro Botticelli, lo Sposalizio Mistico di Santa Caterina di Ridolfo del Ghirlandaio e un prezioso crocifisso ligneo attribuito a Baccio da Montelupo.
Nel 2013, è supervisore per le funzioni di tutoraggio amministrativo del Dipartimento di Biologia e del Dipartimento di Scienze della Terra dell'Università degli Studi di Firenze ed è nominato Rappresentante Nazionale per l'International Mineralogical Association (IMA). Nel medesimo anno entra a far parte dell'Istituto Nazionale di Astrofisica (INAF) e del Comitato Tecnico dell'Osservatorio Polifunzionale del Chianti.
Dal 2017, è professore associato in mineralogia presso il Dipartimento di Scienze della Terra dell’Università degli Studi di Firenze. È inoltre tenutario degli insegnamenti di Museologia Scientifica e Naturalistica presso il corso di laurea magistrale in Scienze e Materiali per la Conservazione ed il Restauro; Metodi di Analisi Mineralogica per il Corso di Laurea Magistrale in Scienze e Tecnologie Geologiche (curriculum di Geologia Ambientale) e di Mineralogia Planetaria (curriculum Vulcanologia, Geotermia e Georisorse). Quest'ultima cattedra è stata istituita su sua diretta iniziativa nel 2018.
Responsabile scientifico di vari progetti nazionali e internazionali, ha organizzato numerose spedizioni scientifiche nel Sahara e nei deserti dell'Asia per la ricerca di meteoriti. È autore di oltre 80 pubblicazioni a carattere scientifico e divulgativo, tra cui l'Atlas of Meteorites pubblicato nel 2014 dalla Cambridge University Press. Ha studiato e caratterizzato oltre 200 nuove meteoriti (pubblicate sulla rivista internazionale Meteoritics & Planetary Science e annoverate sul Meteoritical Bulletin Database), fra cui nuove meteoriti marziane e lunari.

## Attività scientifica
Accanto a lavori originali in vari settori delle scienze mineralogiche (in particolar modo nel campo della mineralogia planetaria), affianca una sicura produzione nel campo museologia scientifica; entrambi i filoni di ricerca ed approfondimento intellettuale sono rendicontati in oltre 100 lavori pubblicati, ad oggi, su riviste scientifiche nazionali e internazionali.
Nell'ambito della mineralogia sistematica consegue risultati di rilievo con l’identificazione di quattro nuove specie mineralogiche: grattarolaite, rodolicoite, santabarbaraite e melliniite. Sono altresì lodevoli di menzione gli studi sui fenomeni di alterazione dei minerali, (in particolare solfuri), compiuti con l’impiego di tecniche spettroscopiche di superficie, che hanno condotto ad interessanti risultati per quanto concerne i meccanismi del processo di alterazione e le fasi di neoformazione.
Notabili sono poi gli studi su tectiti e impattiti atti ad indagare lo stato di ossidazione e la coordinazione di alcuni elementi (Fe, Al, Si), per l'ottenimento di dati valevoli alla ricostruzione delle condizioni di temperatura e pressione presenti al momento della formazione di questi corpi vetrosi naturali. Importante risulta l’apporto allo sviluppo della tecnica IBIL (Ion Beam Induced Luminescence).
Nel 2003, è Responsabile Scientifico sia dell’Unità di Ricerca di Firenze per il progetto Cofin  “Cristallochimica dei minerali metalliferi” sia del progetto "Caratterizzazione mineralogica e fisica dei diamanti nelle meteoriti antartiche” nell’ambito del Programma Nazionale di ricerche in Antartide. Ha inoltre promosso attivamente collaborazioni di ricerca con numerosi Enti e Istituzioni tra cui si ricordano l’Istituto di Chimica Strutturale del C.N.R. (Area della Ricerca di Roma – Montelibretti), il Dipartimento di Fisica Sperimentale dell’Università degli Studi di Torino, l’Istituto Nazionale di Fisica Nucleare (Laboratori Nazionali di Legnaro), il Dipartimento di Scienze della Terra dell’Università degli Studi di Camerino, l’Accademia russa delle scienze (Novosibirsk) e l’Istituto di Geochimica dell’Università di Vienna. A partire dal 2001, è promotore di diverse spedizioni scientifiche nel Sahara ed in Iran per la ricerca di meteoriti e per lo studio di crateri da impatto. A questo riguardo si rammenta la missione scientifica condotta nel Dasht-e Lut (marzo 2017, a cui hanno preso parte anche ricercatori provenienti dall'Osservatorio Astrofisico di Torino-INAF, dall'Università di Bologna, dall'Università degli Studi di Camerino e dall’Università Shahid Bahonar di Kerman), nel corso della quale sono stati raccolti oltre 143 frammenti di meteoriti, alcuni dei quali del peso superiore ai 200 grammi.
Nell'ambito della museologia scientifica ha contribuito alla creazione di strumenti informatici per la fruizione integrale su Internet di collezioni naturalistiche, in forma di cataloghi digitali corredati da ipertesti ed immagini. Di particolare rilievo anche gli studi sull’introduzione della realtà virtuale e, più in generale, di sistemi multimediali nei musei naturalistici quali strumenti di supporto alla didattica. Da segnalare poi il contributo determinante dato, come coordinatore del gruppo di lavoro interministeriale, alla nascita degli standard catalografici sui Beni Naturalistici che sono stati pubblicati definitivamente nell’agosto 2007 e che sono quindi divenuti lo strumento ufficiale della Repubblica Italiana per la catalogazione di minerali, rocce e meteoriti (oltreché di esemplari botanici e zoologici). Nel 2001, è visiting professor negli Stati Uniti presso l'American Museum of Natural History di New York, lo Smithsonian Institution di Washington, il Carnegie Museum di Pittsburgh ed il Field Museum di Chicago. Nel 2002, è organizzatore di un workshop nazionale dal titolo “Cataloghi on-line dei Musei Naturalistici: progetti, prospettive, esperienze". L'anno seguente è nuovamente visiting professor presso il Natural History Museum di Londra per approfondimenti scientifici nel campo del museum management.  Dal 2006 è membro dell’Editorial Board di Museologia Scientifica; anno in cui è anche organizzatore del XVI Congresso dell’ANMS (Associazione Nazionale dei Musei Scientifici), dal titolo “I Musei Scientifici fra Tradizione ed Innovazione".
Ha ottenuto, in qualità di presidente del Museo di Storia Naturale dell’Università degli Studi di Firenze notevoli risultati nell’ambito delle politiche museali volte al recupero dell'istituzione e a una maggiore diffusione della divulgazione scientifica. Si ricordano, tra gli obiettivi conseguiti, la riorganizzazione complessiva dell’assetto operativo del Museo, l’adozione di un nuovo modello organizzativo, la riformulazione dell’offerta educativa, il completamento dell’inventariazione del patrimonio museale, l’attivazione di accordi di programma con i vari Dipartimenti, la realizzazione della Carta dei Servizi, la creazione di nuovi punti vendita di materiale pubblicitario e fieristico e la riorganizzazione di quelli esistenti, la promozione di iniziative per la formazione del personale, la creazione di una nuova linea editoriale, il rifacimento del sito web. Fra gli oltre 800 progetti condotti a termine, sono degni di menzione: rifacimento integrale dell’allestimento e del percorso espositivo della Sezione di Mineralogia e Litologia; il restauro ed il recupero funzionale del Torrino nella Sezione di Zoologia "La Specola"; l'organizzazione di un'importante mostra sui dinosauri visitata da oltre 80.000 persone.
Nel 2010 è promotore, assieme all'Università degli Studi di Siena, di un Master interuniversitario in “Tutela e gestione dei beni naturalistici e storico-scientifici”.
Nel 2016, orienta la propria attività di ricerca alla valorizzazione delle collezioni mineralogiche presenti presso il Parco Minerario dell'Isola d'Elba. A questo progetto, affianca il recupero di antiche gallerie estrattive al fine di renderle agibili, fruibili e visitabili all'interno di un nuovo percorso museale.
Nel 2017, è promotore e coordinatore del progetto "Smart -Sistema Museale dell’Arcipelago Toscano"; progetto cofinanziato dalla Regione Toscana che prende le mosse da un protocollo d'intesa a cui aderiscono i Comuni dell'Arcipelago Toscano ed il Parco Nazionale dell'Arcipelago Toscano, al fine di tutelare e valorizzare il patrimonio museale e culturale del territorio.
È coordinatore del Scientific Organizing Committee e del Local Organizing Committee del XV Congresso di Scienze Planetarie, tenutosi per la prima volta a Firenze dal 4 all'8 febbraio 2019, organizzato dall'Università degli Studi di Firenze in collaborazione con l'Istituto nazionale di astrofisica. Nel corso delle giornate congressuali vengono discussi oltre 170 interventi scientifici inerenti alla planetologia, alla presenza di oltre 150 scienziati italiani ed internazionali. In questa sede, presenta la scoperta di una nuova meteorite storica italiana, databile attorno ai primi decenni dell'Ottocento ed appartenuta al naturalista e geologo italiano Teodoro Monticelli, attualmente conservata presso il Museo di mineralogia (Napoli).

## Divulgazione scientifica
Fin dai primordi della carriera scientifica ed accademica, si prodiga con dedizione ed assiduità alla divulgazione scientifica, approfondendo in maniera interdisciplinare tematiche legate al pensiero scientifico in chiave storica, artistica e filosofica. In possesso di spiccate doti comunicative, si è in particolar modo dedicato alla divulgazione della biografia storica e scientifica delle meteoriti nel corso di numerose letture fra cui si ricordano la conferenza dal suggestivo titolo "Non puoi cogliere un fiore senza turbare una stella" tenuta presso l'Auditorium dell'Acquario di Genova nell'ambito del Festival della scienza (2016); "Una pioggia di stelle, meteore e meteoriti nei cieli della Toscana" nel ciclo di incontri a carattere astronomico promossi dalla Sezione Didattica dalla Galleria degli Uffizi (2017) e "Meteoriti. Testimoni di ciò che fu quando tutto era in divenire" presso il Gal Hassin-Centro Internazionale per le Scienze Astronomiche (Isnello, 2018). In quest'ultima occasione, è membro del Comitato Scientifico del premio Gal Hassin 2019 assegnato all'astronauta italiano Paolo Nespoli ed al giornalista scientifico e saggista Piero Bianucci.

## Riconoscimenti
Per la sua attività divulgativa gli sono stati assegnati:
- nel 1980 il Premio Nazionale di Protezione Civile "Città di Prato" per attività di ricerca nel settore della pianificazione di emergenza
- nel 1989 il Premio "Annigoni" per attività di ricerca nel settore del monitoraggio sismometrico
- nel 2015 il PROSE Award for Excellence in Physical Sciences & Mathematics - AAP (Association of American Publishers), Washington, USA
- nel 2015 il PROSE Award in Earth Science - AAP (Association of American Publishers), Washington, USA,
- nel 2016 un asteroide scoperto nel 1983 da Henri Debehogne e Giovanni De Sanctis all'Osservatorio australe europeo, in Cile è stato chiamato 6509 Giovannipratesi

## Opere
- con Federico Pezzotta, Cristalli, Firenze, Giunti, 2008, ISBN 978-88-09-06146-0.
- con Fausto Barbagli (a cura di), Il Museo di Storia Naturale dell’Università degli Studi di Firenze, Firenze, Polistampa, 2009, ISBN 978-88-596-0679-6.
- con Federico Pezzotta e Adalberto Giazotto, Cristalli - L'ordine dal caos, Firenze, Giunti, 2009, ISBN 978-88-09-74211-6.
- (curatore), Il Museo di Storia Naturale dell’Università degli Studi di Firenze. Le collezioni mineralogiche e litologiche, Firenze, Firenze University Press, 2012, ISBN 978-88-6655-320-5.
- con Francesca Vannozzi, I valori del museo. Politiche di indirizzo e strategie di gestione, Milano, Franco Angeli, 2014, ISBN 978-88-917-1095-6.
- con Monica M. Grady e Vanni Moggi Cecchi, Atlas of Meteorites, Cambridge University Press, 2014, ISBN 978-0-521-84035-4.
- Pubblicazioni tratte da ADS (The SAO/NASA Astrophysics Data System)